# Forte San Giovanni (Finale Ligure)
Il forte San Giovanni è una fortezza situata nel comune di Finale Ligure, in provincia di Savona, situata ad un'altitudine di 50 m s.l.m..
Dal dicembre 2014 il Ministero della Cultura lo gestisce tramite il Polo museale della Liguria, nel dicembre 2019 divenuto Direzione Regionale Musei Liguria.

## Storia
L'attuale Forte di San Giovanni fu costruito allo scopo di rafforzare le difese dagli spagnoli tra il 1642 e il 1643, su progetto dell'ingegnere camerale milanese Francesco Prestino, sui ruderi di un torrione risalente alla metà del XV secolo. Questo torrione (ricordato da Gianmario Filelfo e di cui si ha notizia da un disegno del 1571), costituisce oggi il corpo centrale, a pianta ottagonale, della fortezza.
Molto più recente del vicino Castel Gavone, ne costituiva una difesa avanzata e simultaneamente proteggeva e controllava Finalborgo, la capitale del Marchesato di Finale.
Venne spesso restaurato e ampliato nei suoi settori dagli spagnoli tra il 1674 ed il 1678, guidati dall'ingegnere Gaspare Beretta, che si occuparono del collegamento diretto con il borgo e dei rinforzi delle fortificazioni.
Fu abbandonato nel 1707 e nel 1713 ceduto dall'Austria a Genova, che lo demolì in parte.
Nel 1822 divenne un penitenziario, poi dal 1960 fu incamerato dal demanio e negli ultimi anni interamente restaurato.